# たまさか人形堂シリーズ
『たまさか人形堂シリーズ』（たまさかにんぎょうどうシリーズ）は、津原泰水による日本の小説のシリーズ。
『たまさか人形堂物語（ものがたり）』、『たまさか人形堂物語それから』の2作がある。
2006年より講談社の女性誌Bethで連載された『人形がたり』を大幅に改稿し、2009年に文藝春秋より単行本『たまさか人形堂物語』として刊行。
続編は2012年より別册文藝春秋にて連載、書き下ろしを加えて2013年、文藝春秋より単行本『たまさか人形堂それから』として刊行。
文庫版は2011年、2016年にいずれも文藝春秋より刊行された。
後、数年間に亘り品切重版未定の状態が続き、2022年、東京創元社より再刊の運びとなった。

## 概要
人形全般の修復を請け負う「玉阪人形堂」に、日々持ち込まれるさまざまな人形やその持ち主をめぐる事件が、人形堂店主である女性の一人称で語られる。
主に一話完結形式である。

## 主な登場人物
澪（みお）
語り手。玉阪人形堂店主。祖父から人形店を相続した元OL。人形については素人。
冨永（とみなが）
玉阪人形堂に籍を置く人形職人。自由気儘な青年。
師村雪夫（しむら　ゆきお）
玉阪人形堂に籍を置く人形職人。経歴不詳の凄腕。
束前（つかまえ）
ラヴドール・メイカー〈キャプチュア〉社代表。

## 作中で扱われる主な人形
- 創作人形
- テディベア
- ラヴドール
- 村上市の雛人形
- チェコの人形劇（マリオネット）
- 阿波の人形浄瑠璃
- リカちゃん人形
- マネキン人形
- 市松人形
- 木目込み人形

## 書籍情報
- 『たまさか人形堂物語』（2009年1月 文藝春秋 ISBN 978-4-16-327770-7 / 2011年8月 文春文庫 ISBN 978-4-16-780144-1 / 2016年9月 文春文庫電子版）
  - 【改題】『たまさか人形堂ものがたり』（2022年4月 創元推理文庫 ISBN 978-4-488-46904-7 / 同 創元推理文庫電子版）
- 『たまさか人形堂それから』（2013年5月 文藝春秋 ISBN 978-4-16-382100-9 / 2016年2月 文春文庫 ISBN 978-4-16-790548-4 / 2016年9月 文春文庫電子版 / 2022年7月 創元推理文庫 ISBN 978-4-488-46905-4 / 同 創元推理文庫電子版）

創元推理文庫版『たまさか人形堂ものがたり』には「回想ジャンクション」が、同『たまさか人形堂それから』には「戯曲 まさかの人形館」が書き下ろしで追加収録されている。

## 転載
『小説・マンガで見つける!すてきな仕事 4 うみだす』学研教育出版（編） / 学研教育出版 / 2015年
『ダッチワイフ』伴田良輔（編） / 皓星社 / 2017年
また、特に第一話は中学受験の試験問題に使用されることが多い。

## 海外翻訳
- 『Le storie del negozio di bambole』（訳・Massimo Soumaré 伊・Lindau 2020年6月 / 伊・corriere 2021年9月）[3][4]

- 『Le nuove storie del negozio di bambole』（訳・Massimo Soumaré 伊・Lindau 2022年6月）[5]

## 旧版との差異
連載作品『人形がたり』からは「大幅な改稿」が行なわれている。
著者自身が書籍跋文にて示している「大きな違い」は以下の点である。
- 題名の変更に伴い人形店名が変更されていること
- 第1話と第2話が合成されていること
- 「散逸した人形のかしら」が第1作では全て集まらないこと
- 書き下ろしのエピソード「最終公演」が加えられていること

その他、登場人物名や各部の文章表現に加筆、修正が行なわれている。
また、連載では各回にヤマザキマリによる挿絵が付されている。

### 関連書籍
- 『音楽は何も与えてくれない』幻冬舎 / 単行本 / 2014年

　　著者が実際に佐古賢治から贈られたボルト・ナット人形の写真が収載されている。